# Hogna coloradensis
Hogna coloradensis là một loài nhện trong họ Lycosidae.
Loài này thuộc chi Hogna. Hogna coloradensis được Richard C. Banks miêu tả năm 1894.